# Glomeris colorata
Glomeris colorata – gatunek dwuparców z rzędu skulic i rodziny skulicowatych.
Gatunek ten opisany został w 2009 roku przez S. Gołowacza, J.-P. Maurièsa, N. Akkari i Pavla Stoeva na podstawie okazów odłowionych w 2008 roku. Epitet gatunkowy nawiązuje do wzoru barwnego na wierzchu ciała.
Dorosłe osobniki tej skulicy osiągają od 9,5 do 13,5 mm długości i od 4,7 do 6,7 mm szerokości. Ubarwienie ciała jest ciemnobrązowe z żółtymi plamami, przy czym plamy te mogą być tak rozległe, że prawie całe ciało jest żółte. Poprzeczna głowa wyposażona jest w poprzecznie owalne narządy Tömösváry’ego, 4 lub 5 czarnych oczu prostych, 1 przejrzyste oko proste oraz długie czułki, których najdłuższy, szósty człon jest około 2,5 raza dłuższy niż szeroki. Na collum znajdują się dwa podłużne rowki i duża, żółtawa plama środkowa. Tergity kolejnych dziesięciu segmentów tułowia mają po dwie pary żółtych plam oraz rozjaśnioną linię osiową. Para jasnych plam na pygidium zlewa się pośrodku ze sobą, ale niekiedy prawie całe pygidium jest jasnoszaro-brązowe. Spód ciała oraz odnóża są jasnożółte.
Wij znany wyłącznie z tunezyjskich gubernatorstw Siljana i Zaghwan. Spotykany pod kamieniami i w ściółce lasów iglastych na rzędnych 440–510 m n.p.m.